# Watanabeopetalia
Genre
Watanabeopetalia est un genre de libellules de la famille des Chlorogomphidae (sous-ordre des Anisoptères, ordre des Odonates).

## Répartition
Les espèces du genre Watanabeopetalia se rencontrent en Asie.

## Liste d'espèces
Selon GBIF (23 février 2024) :
- Watanabeopetalia atkinsoni (Selys, 1878)
- Watanabeopetalia ojisan Karube, 2013
- Watanabeopetalia uenoi (Asahina, 1995)
- Watanabeopetalia usignata (Chao, 1999)

## Classification
Le nom valide complet (avec auteur) de ce taxon est Watanabeopetalia Karube (d), 2002.
Watanabeopetalia a pour synonyme :
- Matsumotopetalia Karube, 2013

## Publication originale
- (en) H. Karube, « Watanabeopetalia gen. nov., a new genus of the dragonflies (Odonata, Cordulegastridae, Chlorogomphinae) », Special Bulletin of the Japanese Society of Coleopterology, Japon, vol. 5,‎ 2002, p. 67–85 (ISSN 1341-1128).